# Torups slott

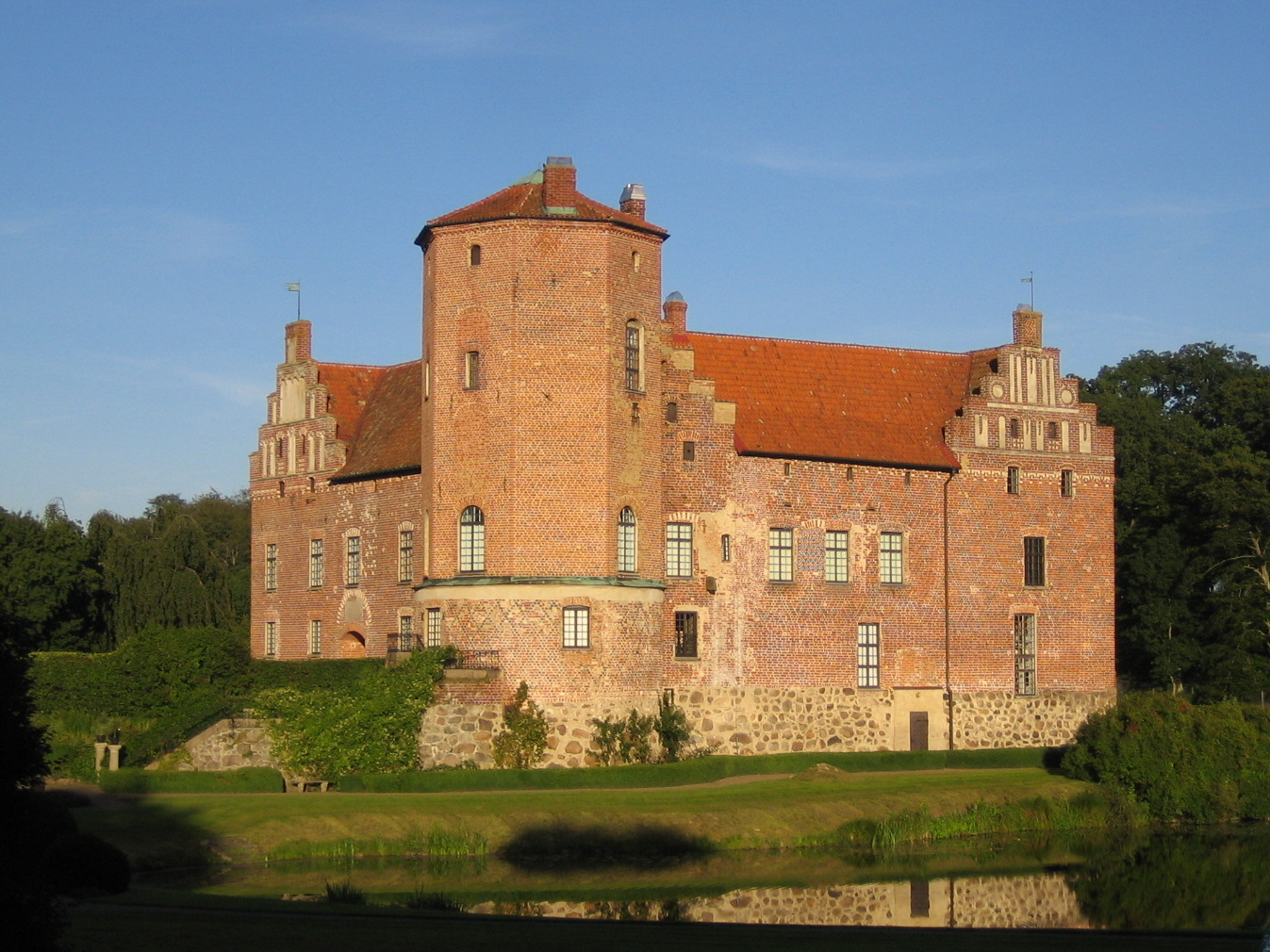
Foto uit 2005

Torups slott is een kasteel in Svedala, Skåne, in het zuiden van Zweden. Het ligt op ongeveer 15 km ten oosten van Malmö. Het werd gebouwd door Görvel Fadersdotter (Sparre) voor haar zoon, na de dood van haar tweede echtgenoot, de Deen Truid Gregersen Ulfstand (1487–1545).

## Trivia
- In het Suske en Wiske avontuur De lieve Lilleham bezoeken Suske en Sus Antigoon het Zonnewendefeest in de tuin van het kasteel.